# زن آمریکایی (فیلم ۲۰۱۸)
زن آمریکایی (به انگلیسی: American Woman) فیلمی محصول سال ۲۰۱۸ و به کارگردانی جک اسکات است. در این فیلم بازیگرانی همچون سیه‌نا میلر، کریستینا هندریکس، آرون پال، ویل ساسو، پت هیلی، ایمی مدیگان و اسکای فریرا ایفای نقش کرده‌اند.